# Animawings
Animawings – rumuńska linia lotnicza z siedzibą na międzynarodowym lotnisku Bukareszt-Otopeni w Bukareszcie. Specjalizuje się w operacjach czarterowych.

## Historia
W marcu 2020 r. ogłoszono, że Aegean Airlines przejęły 25% udziałów linii lotniczej. Właścicielem większości linii (75%) jest Memento Group. W lipcu 2020 r. linia lotnicza uzyskała Certyfikat Operacji Powietrznej i rozpoczęła działalność w zakresie lotów czarterowych. W styczniu 2021 roku linia lotnicza rozpoczęła sprzedaż biletów na własnej stronie internetowej do Afryki, Europy i na Bliski Wschód.
W październiku 2021 r. Aegean Airlines zwiększyło swój udział do 51%.

## Kierunki lotów[6]
Animawings wykonuje, wykonywało lub ma wykonywać połączenia do następujących miejscowości:
| Państwo                      | Miejscowość       | Lotnisko                           | Opis             | Przypisy |
| ---------------------------- | ----------------- | ---------------------------------- | ---------------- | -------- |
| Dania                        | Billund           | Port lotniczy Billund              | Zakończony       |          |
| Egipt                        | Hurghada          | Port lotniczy Hurghada             | Czarter sezonowy | [ 8 ]    |
| Egipt                        | Marsa Matruh      | Port lotniczy Marsa Matruh         | Czarter sezonowy | [ 7 ]    |
| Finlandia                    | Helsinki          | Port lotniczy Helsinki-Vantaa      | Zakończony       |          |
| Grecja                       | Ateny             | Port lotniczy Ateny                | Sezonowy         |          |
| Grecja                       | Chania            | Port lotniczy Chania               | Sezonowy         |          |
| Grecja                       | Heraklion         | Port lotniczy Heraklion            | Sezonowy         |          |
| Grecja                       | Kefalinia         | Port lotniczy Kefalinia            | Sezonowy         |          |
| Grecja                       | Korfu             | Port lotniczy Korfu                | Sezonowy         |          |
| Grecja                       | Kos (wyspa)       | Port lotniczy Kos                  | Sezonowy         |          |
| Grecja                       | Mykonos           | Port lotniczy Mykonos              | Zakończony       |          |
| Grecja                       | Rodos (wyspa)     | Port lotniczy Rodos                | Sezonowy         |          |
| Grecja                       | Santoryn          | Port lotniczy Santoryn             | Sezonowy         |          |
| Grecja                       | Saloniki          | Port lotniczy Saloniki-Macedonia   | Zakończony       |          |
| Grecja                       | Zakintos          | Port lotniczy Zakintos             | Sezonowy         |          |
| Hiszpania                    | Ibiza             | Port lotniczy Ibiza                | Zakończony       |          |
| Hiszpania                    | Palma (Hiszpania) | Port lotniczy Palma de Mallorca    | Zakończony       |          |
| Hiszpania                    | Teneryfa          | Port lotniczy Tenerife Sur         | Zakończony       |          |
| Hiszpania                    | Walencja          | Port lotniczy Walencja             | Zakończony       |          |
| Kenia                        | Mombasa           | Port lotniczy Mombasa-Moi          | Czarter sezonowy | [ 9 ]    |
| Maroko                       | Agadir            | Port lotniczy Agadir-Al Massira    | Czarter sezonowy | [ 10 ]   |
| Maroko                       | Marrakesz         | Port lotniczy Marrakesz-Menara     | Czarter sezonowy | [ 11 ]   |
| Niemcy                       | Billund           | Port lotniczy Billund              | Zakończony       |          |
| Rumunia                      | Arad              | Port lotniczy Arad                 | Czarter sezonowy |          |
| Rumunia                      | Baia Mare         | Port lotniczy Baia Mare            | Czarter sezonowy |          |
| Rumunia                      | Braszów           | Port lotniczy Braszów-Ghimbav      | Czarter sezonowy |          |
| Rumunia                      | Bukareszt         | Port lotniczy Bukareszt-Otopeni    | Baza             |          |
| Rumunia                      | Jassy             | Port lotniczy Jassy                | Czarter sezonowy |          |
| Rumunia                      | Kluż-Napoka       | Port lotniczy Kluż-Napoka          | Czarter sezonowy |          |
| Rumunia                      | Krajowa           | Port lotniczy Krajowa              | Czarter sezonowy |          |
| Rumunia                      | Oradea            | Port lotniczy Oradea               | Czarter sezonowy |          |
| Rumunia                      | Sybin             | Port lotniczy Sybin                | Czarter sezonowy |          |
| Rumunia                      | Timișoara         | Port lotniczy Timișoara            | Czarter sezonowy |          |
| Rumunia                      | Târgu Mureș       | Port lotniczy Târgu Mureș          | Czarter sezonowy |          |
| Tajlandia                    | Krabi             | Port lotniczy Krabi                | Czarter sezonowy |          |
| Tajlandia                    | Phuket            | Port lotniczy Phuket               | Czarter sezonowy |          |
| Tanzania                     | Zanzibar          | Port lotniczy Zanzibar             | Czarter sezonowy |          |
| Turcja                       | Antalya           | Port lotniczy Antalya              | Czarter sezonowy |          |
| Włochy                       | Katania           | Port lotniczy Katania-Fontanarossa | Zakończony       |          |
| Włochy                       | Neapol            | Port lotniczy Neapol               | Zakończony       |          |
| Zjednoczone Emiraty Arabskie | Dubaj             | Port lotniczy Dubaj                | Zakończony       |          |

## Flota
Od stycznia 2021 r. flota Animawings składa się z następujących samolotów:
| Samolot     | Używany | Zamówione | Pasażerowie |
| ----------- | ------- | --------- | ----------- |
| Airbus A320 | 2       | 1         | 174         |

Animawings leasinguje również samoloty od Aegean Airlines, takie jak Airbus A321neo.